# Petre Gigea
Petre Gigea (* 31. März 1930 in Goicea, Kreis Dolj) ist ein ehemaliger rumänischer Politiker der Rumänischen Kommunistischen Partei PCR (Partidul Comunist Român) und Diplomat, der unter anderem von 1981 bis 1986 in den Kabinetten Verdeț II, Dăscălescu I und Dăscălescu II Finanzminister (Ministrul finanțelor) war. Er fungierte zudem zwischen 1986 und 1989 als Botschafter in Frankreich sowie von 1987 bis 1989 auch als Ständiger Vertreter bei der UNESCO. Unter dem Namen Petre Gigea-Gorun war er als Schriftsteller tätig.

## Leben
Petre Gigea absolvierte ein Studium an der Fakultät für Finanz- und Kreditwirtschaft der Wirtschaftsakademie Bukarest ASE (Academia de Studii Economice din București) und wurde 1949 Referent in der Abteilung Finanzen der Gemeinde Bârca sowie 1950 Hauptbuchhalter der Abteilung Finanzen des Volksrates von Băilești, ehe er 1952 Leiter der Sektion Haushalt der Abteilung Finanzen des Volksrates der Gemeinde Cujmir wurde. 1954 kehrte er für kurze als Leiter der Abteilung Finanz nach Băilești zurück und wurde darauf 1954 erst stellvertretender Leiter sowie im Mai 1956 Leiter der Abteilung Finanzen des Volksrates der Region Craiova. Im Januar 1957 wurde er Mitglied der Rumänischen Arbeiterpartei PMR (Partidul Muncitoresc Român) und absolvierte zudem ein postgraduales Studium an der Akademie für Sozial- und Politikwissenschaften „Ștefan Gheorghiu“. 1958 wurde er Mitglied des Exekutivkomitees des Volksrates der Region Craiova und wurde 1961 Mitglied der Revisionskommission des Parteikomitees der Region Kleine Walachei. 1964 wurde er Präsident des Exekutivkomitees des Volksrates von Craiova und war später bis zum 3. Februar 1977 Erster Vizepräsident des Exekutivkomitees des Volksrates im Kreis Dolj sowie zugleich Mitglied des Büros des Parteikomitees dieses Kreises. Auf dem Elften Parteitag der PCR (24. bis 27. November 1974) wurde er Kandidat des ZK der PCR und behielt diese Funktion nach seiner Bestätigung auf dem Zwölfter Parteitag der PCR (19. bis 23. November 1979) zehn Jahre lang bis zum Dreizehnten Parteitag der PCR (19. bis 22. November 1984).
Am 3. Februar 1977 wurde Gigea stellvertretender Leiter einer ZK-Abteilung und fungierte zudem bis zum 24. März 1981 als Berater des Generalsekretärs des ZK der PCR, Nicolae Ceaușescu. Als Nachfolger von Paul Niculescu-Mizil übernahm er am 30. März 1981 im Kabinetten Verdeț II das Amt als Finanzminister (Ministrul finanțelor) und bekleidete dieses vom 21. Mai 1982 bis zum 28. März 1985 im Kabinett Dăscălescu I sowie vom 29. März 1985 bis zu seiner Ablösung durch Alecsandru Babe am 26. August 1986 auch im Kabinett Dăscălescu II. Am 23. Mai 1982 wurde er ferner Mitglied der Großen Nationalversammlung (Marea Adunare Națională) und vertrat in dieser bis 1985 den Wahlkreis Nr. 6 Făurei im Kreis Brăila sowie im Anschluss von 1985 bis 1989 den Wahlkreis Nr. 5 Pogoanele im Kreis Buzău. Er wurde zugleich am 30. August 1982 Präsident des Finanz- und Bankenrates. Er wurde auf dem Dreizehnten Parteitag der PCR (19. bis 22. November 1984) zum Mitglied des ZK der PCR gewählt und gehörte diesem Parteigremium bis zum Vierzehnter Parteitag der PCR (20. bis 24. November 1989) an.
Im Oktober 1986 wurde Petre Gigea nach seinem Ausscheiden aus der Regierung außerordentlicher und bevollmächtigter Botschafter in Frankreich und verblieb auf diesem diplomatischen Posten in Paris bis zum 31. Dezember 1989. Zugleich wurde er am 17. Januar 1987 auch Ständiger Vertreter bei der UNESCO im Range eines Botschafters und bekleidete auch dieses Amt bis zum 31. Dezember 1989. 1988 erfolgte zudem seine Berufung als Mitglied der Kommission für wirtschaftliche Zusammenarbeit und internationale Beziehungen der Partei und des Staates.

## Veröffentlichungen
Unter dem Namen Petre Gigea-Gorun war er zudem als Schriftsteller tätig. Zu seinen Werken gehören:
- Căldura vieții versuri, Editura Eminescu, Bukarest 1978
- Pentru dreptate se aprinse focul. Bersuri, Fundația Scrisul Românesc, Craiova 1978
- Amintirile de acasă versuri, Editura Eminescu, Bukarest 1979
- Despre Craiova, cu dragoste : oameni și evenimente, Fundația Scrisul Românesc, Craiova 2001
- Rondeluri, Fundația Scrisul Românesc, Craiova 2001, ISBN 973-8343-06-2
- Din însemnările unui ambasador român la Paris 1986–1990, 2 Bände, Fundația Scrisul Românesc, Craiova 2002, ISBN 973-8343-07-0
- Sonete sentimentale copiilor mei Irina și Dodo, Fundația Scrisul Românesc, Craiova 2002, ISBN 973-8343-16-X
- Comuna Goicea cu oameni și fapte. Monografie sentimentală, Fundația Scrisul Românesc, Craiova 2006
- Cu Ștefan Manea în împărăția plantelor misterioase la aniversarea a 70 de ani de la naștere, Fundația Scrisul Românesc, Craiova 2006, ISBN 978-973-8343-96-2